# Дєрмін Андрій Іванович
Андрі́й Іва́нович Дєрмін  — полковник Збройних сил України.

## З життєпису
Станом на 2012 рік - начальник відділу оборонного планування, 6-й армійський корпус .
З 2013 року - начальник організаційно-мобілізаційного управління Оперативне командування «Південь».
9 травня 2014 року полковник Дєрмін брав участь у нараді з керівниками силових структур міста Маріуполь, коли ДРГ противника захопила будівлю міського управління міліції.
План терористів передбачав захоплення будівлі, озброєння міліцейською зброєю учасників ходу з нагоди 9 травня, подальше захоплення військової частини Національна гвардія Україна, взяття під контроль міста та проведення сепаратистського референдуму, призначеного на 11 травня, за «кримським» сценарієм.

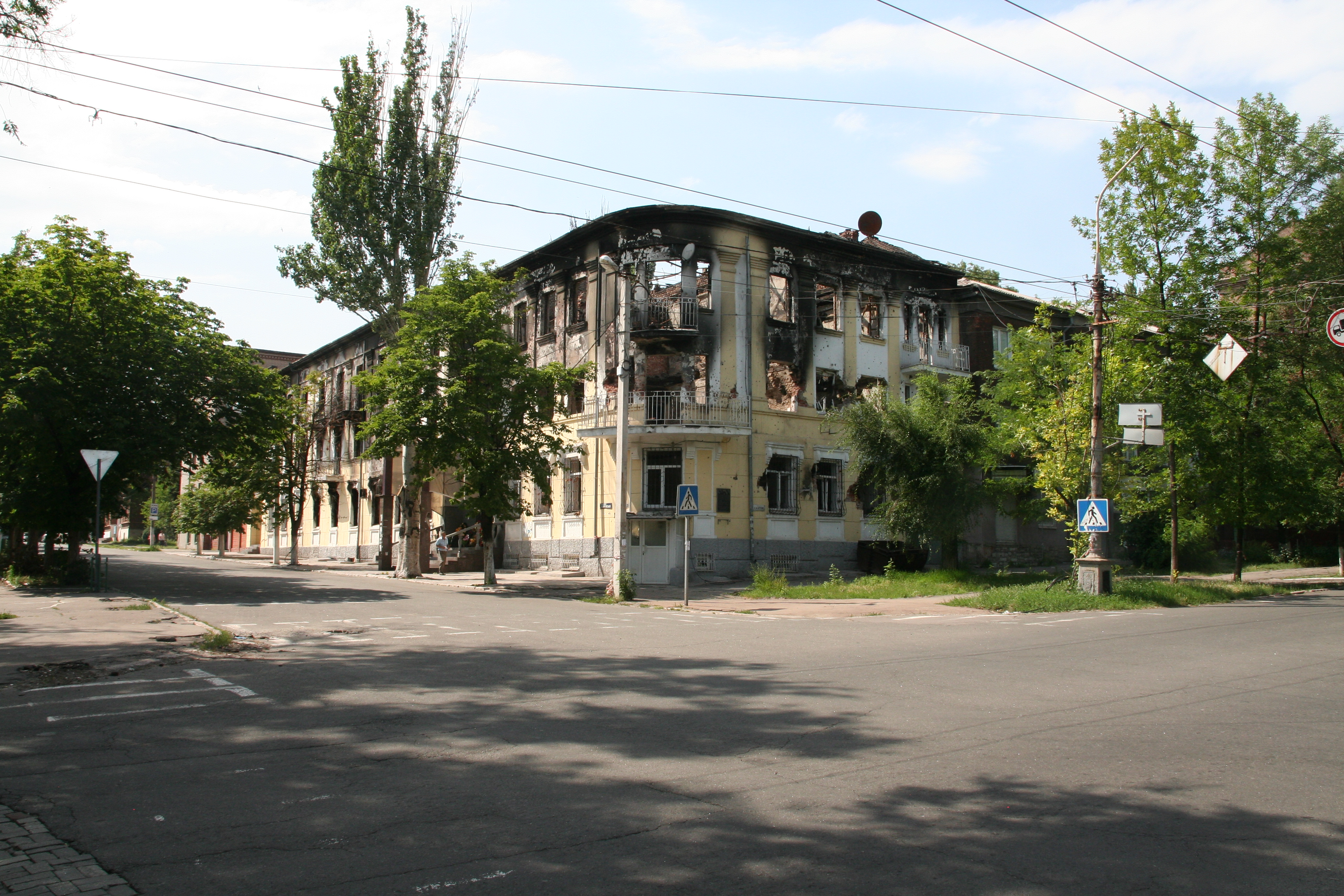
Будівля горвідділу міліції м. Маріуполь. Після нападу бойовиків 9 травня 2014 року.

Ці плани ворога були зірвані рішучими діями оборонців міського управління міліції та підкріплення: 20-й окремий мотопіхотний батальйон територіальної оборони й 1-го батальйону 72-га окрема механізована бригада імені Чорних Запорожців, а також бійців НГУ, «Омеги» та добровольців «Азову».
Бій за будівлю маріупольського міського управління міліції – фактично перша збройна відповідь Збройних Сил України на низку захоплень адміністративних будівель російськими окупантами у Донецькій і Луганській областях навесні 2014 року. Дії оборонців Маріуполя не дозволили противникові перетворити великий промисловий центр і стратегічно-важливий порт на плацдарм для наступу російських військ у напрямку Запоріжжя та Мелітополя.
Унаслідок бою 9 травня перших втрат зазнало Оперативне командування «Південь», а Дніпропетровщина отримала перших загиблих у російсько-українській війні: від куль снайперів загинули заступник командира 20-го батальйону територіальної оборони підполковник Демиденко Сергій Володимирович та рядовий кулеметник цього ж БТрО Олег Ейсмант, а начальник організаційно-мобілізаційного управління оперативного командування «Південь» полковник Андрій Дермін дістав наскрізне кульове поранення голови та контузію – лікування та реабілітація тривали пів року. у Дніпропетровська обласна клінічна лікарня імені Іллі Мечникова.

Після відновлення повернувся до військової служби.
Станом на лютий 2018 року — заступник начальника штабу, Оперативне командування «Схід».

## Нагороди
15 липня 2014 року — за особисту мужність і героїзм, виявлені у захисті державного суверенітету та територіальної цілісності України, вірність військовій присязі під час російсько-української війни, відзначений — нагороджений орденом Богдана Хмельницького III ступеня.